# Maison dite Oudin
La maison dite Oudin est une maison remarquable de l'île de La Réunion, département et région d'outre-mer français dans le sud-ouest de l'océan Indien. Située au 6, chemin des Noyers, dans les Hauts du quartier du Moufia à Saint-Denis, elle est inscrite à l'inventaire supplémentaire des Monuments historiques depuis le 12 janvier 2006. Cette inscription recouvre les façades et toitures, la totalité du jardin en totalité, le portail d'entrée, le salon et son décor intérieur,.